# Casa de Otto H. Kahn
La casa de Otto H. Kahn es una residencia situada en el Upper East Side de Manhattan (Estados Unidos). Se construyó entre 1914 y 1918 como la residencia en Nueva York de Otto H. Kahn, un inmigrante alemán que se enriqueció como banquero. La mansión está ubicada en 1 East 91st Street, en el vecindario de Carnegie Hill.

## Historia temprana
Kahn, un socio mayor en el banco de inversión Kuhn, Loeb y Co., encargó a los arquitectos J. Armstrong Stenhouse y C. P. H. Gilbert para construir su casa en estilo neorrenacentista italiano. La mansión se inspiró en el palazzo della Cancelleria de la Cancillería Papal en Roma . Se necesitaron cuatro años para construir la mansión, que tiene hasta 80 habitaciones, además de viviendas para 40 sirvientes, lo que la convierte en una de las casas privadas más grandes y mejores de Estados Unidos.
La mansión incluye un patio interior, jardín y entrada privada, que estaba vigilada las 24 horas del día por un portero, así como una biblioteca con paneles de roble y una amplia sala de recepción. Tras su finalización, Architectural Review elogió la mansión como "un ejemplo notable de reajuste equilibrado en los elementos estéticos que se encuentran en la arquitectura de principios del siglo XVI en Italia" y consideró que J. Armstrong Stenhouse tenía "logró una obra que se ubica como la más destacada de su tipo en este país".
Kahn albergaba una extensa colección de arte dentro de la mansión, que incluía tapices, candelabros de vidrio y valiosas pinturas de Botticelli. Enrico Caruso y George Gershwin se encontraban entre los muchos amigos famosos de Kahn, que a menudo eran conocidos por ofrecer actuaciones improvisadas en la mansión.

## Historia posterior
Tras la muerte de Kahn en 1934, la casa fue vendida al Convento del Sagrado Corazón, una escuela católica privada para niñas. En 1974, la Otto H. Kahn House fue declarada un hito por la Comisión para la Preservación de Monumentos Históricos de Nueva York.